# Zero absolut

Zero Kelvin (−273,15 °C) este definit ca zero absolut.

Zero absolut reprezintă limita inferioară a scării termodinamice a temperaturii, o stare în care entalpia și entropia unui gaz ideal răcit ating valoarea minimă, considerată a fi egală cu zero kelvin (0 K). În acest punct, nu se mai poate extrage căldură din sistem. Începând din 1967 la scara Kelvin nu se mai pune semnul de grad (°). Zero absolut este starea termodinamică corespunzătoare încetării oricărei forme de mișcare a particulelor ce formează un sistem termodinamic. Starea de zero absolut este imposibil de realizat (v. Teorema lui Nernst - Principiul al treilea al termodinamicii).
Temperatura de 0 K  corespunde la scara Celsius temperaturii de −273,15 °C, iar la scara Fahrenheit la −459,67 °F.

## Performanțe
În anul 1994, cercetătorii de la NIST (National Institute of Standards and Technology) au atins temperatura de 700 nK, iar în anul 2003, la MIT (Massachusetts Institute of Technology) recordul a atins temperatura de 450 pK.
Aproape de zero absolut apar efectele cuantice de superfluiditate și condensarea Bose-Einstein.